# Криуха (река)
Криуха — река в России, протекает по Хвойнинскому району Новгородской области. Устье реки находится в 0,2 км по левому берегу реки Талка в посёлке Хвойная. Длина реки составляет 13 км.
На берегу реки стоит деревня Демидово Кабожского сельского поселения

## Данные водного реестра
По данным государственного водного реестра России относится к Верхневолжскому бассейновому округу, водохозяйственный участок реки — Молога от истока и до устья, речной подбассейн реки — Реки бассейна Рыбинского водохранилища. Речной бассейн реки — (Верхняя) Волга до Куйбышевского водохранилища (без бассейна Оки).
Код объекта в государственном водном реестре — 08010200112110000006993.